# Eleições legislativas na Alemanha Oriental em 1990
As eleições legislativas na Alemanha Oriental foram a realizadas a 18 de Março de 1990 e, serviram para eleger os 400 deputados para o Volkskammer. Estas foram as primeiras e, viriam a ser as únicas, eleições democráticas e livres na RDA.
Os resultados deram uma vitória surpreendente à Aliança pela Alemanha, composta pela União Democrata-Cristã, União Social Alemã e Despertar Democrático, que, juntos conseguiram 48,0% dos votos e 192 deputados, ficando a 9 deputados da maioria absoluta. Os democratas-cristãos foram, individualmente, o partido mais votado nas eleições, com 40,8% dos votos e 163 deputados. Muito do sucesso da Aliança deve-se à sua forte campanha pela rápida reunificação das Alemanhas e o seu forte anti-comunismo, algo que ia de encontro com o ambiente da altura na RDA.
O Partido Social-Democrata ficou-se pelos 21,9% dos votos e 88 deputados, sendo o segundo partido mais votado na RDA. Apesar de ser apontado como o grande favorito a vencer as eleições, o SPD perdeu muito apoio, muito devido à sua hesitação em apoiar a rápida reunificação.
O Partido do Socialismo Democrático, sucessor do Partido Socialista Unificado da Alemanha, consegui ser o terceiro partido mais votado, conquistando 16,4% dos votos e 66 deputados, numa campanha em que pediu a preservação do estado social da RDA.
Por fim, destacar os 5,3% conquistados pela Associação dos Democratas Liberais, coligação entre os diversos partidos liberais da RDA e, os fracos resultados conseguidos pela Aliança 90 e o Partido Verde que se ficaram pelos 2,9% e 2,0%, respectivamente.
Após as eleições, uma grande coligação entre democratas-cristãos, social-democratas e liberais iria governar a RDA até à reunificação da Alemanha.

## Partidos Concorrentes
| Partido               | Partido | Partido | Líder                              | Ideologia                                  | Espectro                  |
| --------------------- | --- | --- | ---------------------------------- | ------------------------------------------ | ------------------------- |
|                       | | União Democrata-Cristã                                                                                                   | Lothar de Maizière                 | Democracia cristã                          | Centro-direita            |
|                       | União Social Alemã | Peter-Michael Diestel | Conservadorismo nacional           | Direita                                    |                           |
|                       | Despertar Democrático | Rainer Eppelmann | Democracia cristã                  | Centro-direita                             |                           |
| Aliança pela Alemanha | Aliança pela Alemanha | Lothar de Maizière | Democracia cristã, Conservadorismo | Centro-direita/Direita                     |                           |
|                       | Partido Social-Democrata                                                                                                 | Partido Social-Democrata                                                                                                 | Ibrahim Böhme                      | Social-democracia                          | Centro-esquerda           |
|                       | Partido do Socialismo Democrático                                                                                        | Partido do Socialismo Democrático                                                                                        | Hans Modrow                        | Socialismo democrático, Marxismo           | Esquerda                  |
|                       | Associação dos Democratas Liberais - Partido Liberal Democrático - Partido Democrático Liberal - Partido do Fórum Alemão | Associação dos Democratas Liberais - Partido Liberal Democrático - Partido Democrático Liberal - Partido do Fórum Alemão | Rainer Ortleb                      | Liberalismo                                | Centro                    |
|                       | Aliança 90 - Novo Fórum - Democracia Já - Iniciativa pela Paz e pelos Direitos Humanos                                   | Aliança 90 - Novo Fórum - Democracia Já - Iniciativa pela Paz e pelos Direitos Humanos                                   | Jens Reich                         | Pró-Democracia, Política verde             | Pega-tudo                 |
|                       | Partido Democrático dos Agricultores                                                                                     | Partido Democrático dos Agricultores                                                                                     | Günther Maleuda                    | Agrarianismo                               | Centro                    |
|                       | Os Verdes-Associação Independente das Mulheres                                                                           | Os Verdes-Associação Independente das Mulheres                                                                           | Carlo Jordan                       | Ecologismo, Feminismo                      | Centro-esquerda           |
|                       | Partido Nacional Democrático                                                                                             | Partido Nacional Democrático                                                                                             | Wolfgang Rauls                     | Nacional-liberalismo                       | Centro                    |
|                       | Liga Democrática das Mulheres                                                                                            | Liga Democrática das Mulheres                                                                                            | Eva Rohmann                        | Socialismo, Feminismo                      | Esquerda                  |
|                       | Esquerda Unida | Esquerda Unida | Thomas Klein                       | Comunismo, Marxismo, Socialismo cristão    | Esquerda/Extrema-esquerda |
|                       | Partido Comunista da Alemanha                                                                                            | Partido Comunista da Alemanha                                                                                            | Erich Honecker                     | Comunismo, Marxismo-Leninismo, Estalinismo | Extrema-esquerda          |

## Resultados Oficiais
| Partido                 | Partido                                        | Partido                                        | Votos          | %               | Deputados |
| ----------------------- | ---------------------------------------------- | ---------------------------------------------- | -------------- | --------------- | --------- |
|                         |                                                | União Democrata-Cristã                         | 4 710 598      | 40,82 / 100,00  | 163 / 400 |
|                         | União Social Alemã                             | 727 730                                        | 6,30 / 100,00  | 25 / 300        |           |
|                         | Despertar Democrático                          | 106 146                                        | 0,92 / 100,00  | 4 / 400         |           |
| Aliança pela Alemanha   | Aliança pela Alemanha                          | 5 544 474                                      | 48,04 / 100,00 | 192 / 400       |           |
|                         | Partido Social-Democrata                       | Partido Social-Democrata                       | 2 525 534      | 21,88 / 100,00  | 88 / 400  |
|                         | Partido do Socialismo Democrático              | Partido do Socialismo Democrático              | 1 892 381      | 16,40 / 100,00  | 66 / 400  |
|                         | Associação dos Democratas Liberais             | Associação dos Democratas Liberais             | 608 935        | 5,28 / 100,00   | 21 / 400  |
|                         | Aliança 90                                     | Aliança 90                                     | 336 074        | 2,91 / 100,00   | 12 / 400  |
|                         | Partido Democrático dos Agricultores           | Partido Democrático dos Agricultores           | 251 226        | 2,18 / 100,00   | 9 / 400   |
|                         | Os Verdes-Associação Independente das Mulheres | Os Verdes-Associação Independente das Mulheres | 226 932        | 1,97 / 100,00   | 8 / 400   |
|                         | Partido Nacional Democrático                   | Partido Nacional Democrático                   | 44 292         | 0,38 / 100,00   | 2 / 400   |
|                         | Liga Democrática das Mulheres                  | Liga Democrática das Mulheres                  | 38 192         | 0,33 / 100,00   | 1 / 400   |
|                         | Esquerda Unida                                 | Esquerda Unida                                 | 20 342         | 0,17 / 100,00   | 1 / 400   |
|                         | Outros partidos                                | Outros partidos                                | 52 773         | 0,45 / 100,00   | 0 / 400   |
| Votos Inválidos         | Votos Inválidos                                | Votos Inválidos                                | 33 263         |                 |           |
| Total                   | Total                                          | Total                                          | 11 541 155     | 100,00 / 100,00 | 400 / 400 |
| Eleitorado/Participação | Eleitorado/Participação                        | Eleitorado/Participação                        | 12 426 443     | 93,38 / 100,00  |           |
| Fonte                   | Fonte                                          | Fonte                                          | [ 2 ]          | [ 2 ]           | [ 2 ]     |

## Resultados por Distrito
Os resultados apresentados são dos partidos que elegeram deputados:
| Distrito          | %    | D   | %    | D   | %    | D   | %    | D   | %    | D   | %   | D   | %   | D   | %     | D     | %   | D  | %    | D    | %   | D   | %   | D  | D   | Votantes   |
| Distrito          | CDU  | CDU | SPD  | SPD | PDS  | PDS | DSU  | DSU | BFD  | BFD | B90 | B90 | DBD | DBD | G-UFV | G-UFV | DA  | DA | NDPD | NDPD | DFD | DFD | VL  | VL | D   | Votantes   |
| ----------------- | ---- | --- | ---- | --- | ---- | --- | ---- | --- | ---- | --- | --- | --- | --- | --- | ----- | ----- | --- | -- | ---- | ---- | --- | --- | --- | -- | --- | ---------- |
| Distrito          |      |     |      |     |      |     |      |     |      |     |     |     |     |     |       |       |     |    |      |      |     |     |     |    | D   | Votantes   |
| Berlim Leste      | 18,3 | 6   | 34,9 | 11  | 30,2 | 9   | 2,2  | 1   | 3,0  | 1   | 6,3 | 2   | 0,5 | -   | 2,7   | 1     | 1,0 | 1  | 0,2  | -    | -   | -   | 0,3 | 1  | 33  | 889 724    |
| Cottbus           | 42,8 | 9   | 19,3 | 4   | 17,9 | 4   | 4,8  | 1   | 5,2  | 1   | 2,7 | 1   | 3,4 | 1   | 2,0   | -     | 0,8 | -  | 0,7  | -    | -   | -   | 0,2 | -  | 21  | 600 701    |
| Dresden           | 45,0 | 19  | 9,7  | 4   | 14,8 | 6   | 13,8 | 6   | 5,5  | 2   | 3,7 | 2   | 2,8 | 1   | 1,8   | 1     | 1,1 | 1  | 0,5  | 1    | 0,4 | -   | 0,1 | -  | 43  | 1 202 780  |
| Erfurt            | 56,3 | 17  | 18,7 | 6   | 9,9  | 3   | 2,5  | 1   | 4,5  | 1   | 1,8 | 1   | 1,4 | -   | 2,1   | 1     | 1,9 | 1  | 0,3  | -    | 0,3 | -   | 0,1 | -  | 31  | 865 893    |
| Frankfurt (Oder)  | 27,8 | 5   | 31,9 | 5   | 22,1 | 4   | 3,5  | -   | 4,2  | 1   | 3,2 | -   | 2,9 | -   | 2,2   | -     | 0,7 | -  | 0,4  | -    | 0,5 | -   | 0,2 | -  | 15  | 485 191    |
| Gera              | 48,9 | 9   | 16,5 | 3   | 12,5 | 2   | 8,2  | 1   | 5,1  | 1   | 2,6 | -   | 1,4 | -   | 2,0   | -     | 1,7 | -  | 0,4  | -    | 0,4 | -   | 0,2 | -  | 16  | 521 226    |
| Halle             | 45,1 | 19  | 20,8 | 9   | 13,8 | 6   | 2,8  | 1   | 10,0 | 4   | 2,4 | 1   | 1,8 | 1   | 1,6   | 1     | 0,6 | -  | 0,3  | 1    | 0,4 | 1   | 0,2 | -  | 44  | 1 243 860  |
| Karl-Marx-Stadt   | 45,0 | 20  | 15,6 | 7   | 11,3 | 5   | 14,8 | 7   | 6,0  | 3   | 2,1 | 1   | 1,1 | -   | 1,6   | 1     | 1,0 | 1  | 0,3  | -    | 0,4 | -   | 0,2 | -  | 45  | 1 328 907  |
| Leipzig           | 39,6 | 13  | 21,5 | 7   | 14,5 | 5   | 10,1 | 3   | 5,4  | 2   | 3,3 | 1   | 1,6 | 1   | 1,9   | 1     | 0,7 | -  | 0,3  | -    | 0,4 | -   | 0,1 | -  | 33  | 943 397    |
| Magdeburgo        | 44,2 | 13  | 27,5 | 8   | 14,2 | 4   | 2,0  | 1   | 4,4  | 1   | 1,9 | 1   | 1,8 | 1   | 2,0   | 1     | 0,7 | -  | 0,4  | -    | 0,5 | -   | 0,1 | -  | 30  | 879 075    |
| Neubrandenburg    | 36,0 | 5   | 21,2 | 3   | 25,8 | 4   | 2,0  | -   | 3,0  | -   | 1,6 | -   | 6,3 | 1   | 1,8   | -     | 0,5 | -  | 0,7  | -    | 0,6 | -   | 0,2 | -  | 13  | 423 738    |
| Potsdam           | 31,2 | 8   | 34,4 | 10  | 16,6 | 4   | 2,9  | 1   | 4,9  | 1   | 3,8 | 1   | 2,2 | 1   | 2,1   | 1     | 0,8 | -  | 0,4  | -    | -   | -   | 0,2 | -  | 27  | 787 737    |
| Rostock           | 34,3 | 7   | 24,8 | 5   | 23,2 | 5   | 2,8  | 1   | 3,4  | 1   | 2,7 | 1   | 4,4 | 1   | 1,9   | -     | 0,7 | -  | 0,4  | -    | 0,5 | -   | 0,2 | -  | 21  | 620 867    |
| Schwerin          | 39,8 | 6   | 25,4 | 4   | 17,8 | 3   | 2,0  | -   | 4,5  | 1   | 2,5 | -   | 4,0 | 1   | 2,4   | -     | 0,6 | -  | 0,5  | -    | -   | -   | 0,2 | -  | 15  | 408 749    |
| Suhl              | 50,6 | 7   | 16,1 | 2   | 12,6 | 2   | 8,9  | 1   | 4,1  | 1   | 1,9 | -   | 1,4 | -   | 2,3   | -     | 1,0 | -  | 0,4  | -    | 0,4 | -   | 0,1 | -  | 13  | 402 345    |
| Alemanha Oriental | 40,8 | 163 | 21,9 | 88  | 16,4 | 66  | 6,3  | 25  | 5,3  | 21  | 2,9 | 12  | 2,2 | 9   | 2,0   | 8     | 0,9 | 4  | 0,4  | 2    | 0,3 | 1   | 0,2 | 1  | 400 | 11 541 155 |